# Agyrta pandemia
Agyrta pandemia là một loài bướm đêm thuộc phân họ Arctiinae, họ Erebidae.